# Umkehrblockierung
Die Umkehrblockierung ist ein Begriff aus dem Tauchen. Sie kann bei aufsteigenden Tauchern als auch bei Insassen eines startenden Flugzeuges auftreten und entsteht infolge eines Abfalls des Umgebungsdruckes.
Dabei kann Gas (in der Regel Atemgas) aus einem Hohlraum nicht austreten, wodurch ein Druckausgleich mit der Umgebung verhindert und im betroffenen Hohlraum ein Überdruck aufgebaut wird. Für den Sporttaucher relevante gasgefüllte Hohlräume im Körper sind Lunge, Nasennebenhöhlen, Stirnhöhlen, Mittelohr aber auch kariöse Zähne sowie der Verdauungstrakt. Umkehrblockierungen sind teilweise sehr schmerzhaft und können im Extremfall zu schweren Verletzungen wie dem Riss des Trommelfelles führen.

## Symptome
Da verschiedene Hohlräume des Körpers betroffen sein können, treten auch unterschiedliche Symptome auf. Eine Umkehrblockierung ist mit leichtem Druckgefühl bis heftigen Schmerzen in den betroffenen Bereichen verbunden und tritt nur beim Auftauchen auf. 
- Blockierung im Mittelohr: Schmerzen im Trommelfell, seltener auch Übelkeit bis zum Brechreiz, Schwindelgefühl, Gleichgewichtsstörungen bis zur Orientierungslosigkeit
- Blockierung in kariösen Zähnen: keine akuten Symptome bis zu extremem Zahnschmerz
- Blockierung der Nasennebenhöhle: einseitiger Kopfschmerz, Schmerzen im Oberkiefer, Zahnschmerz
- Blockierung der Stirnhöhle: zentraler Kopfschmerz, Übelkeit
- Blockierung im Verdauungstrakt: Symptome von Blähungen mit Druckgefühl bis zu Schmerzen im Darmbereich und Zwerchfell
- Blockierung des unteren Atemtraktes: fehlendes Ausatmen, Atemnot, Panik, Ohnmacht, trockenes Ertrinken

Umkehrblockierungen sind leicht daran zu erkennen, dass die Symptome bei Abbruch des Aufsteigens und erneutem Abtauchen verschwinden. Dies gilt nicht für den Stimmritzenkrampf.

## Ursachen und Folgen

Beispiel für eine Blockierung:
Es wird aus 10 m Tiefe auf 5 m aufgetaucht. Der Druckunterschied beträgt 0,5 bar. Da in diesem Fall die resultierenden Kräfte direkt auf den Nerv wirken, würde der Taucher in der Realität sicherlich schon wenig über 10 m Tiefe erhebliche Zahnschmerzen erleiden und den Aufstieg abbrechen.

Beim Tauchen wird der Körper des Tauchers dem mit größer werdender Tiefe ansteigenden Außendruck ausgesetzt. Der Druck ist zuerst an den empfindlichen Trommelfellen und schon oberhalb 1 m Tauchtiefe zu spüren. Alle Taucher, auch Apnoetaucher, müssen aktiv einen Druckausgleich durchführen, bei dem der Druck in den Hohlräumen hinter dem Trommelfell auf das Niveau des äußeren Wasserdruckes angehoben wird. Beim Gerätetauchen kommt hinzu, dass die Lunge nicht in der Lage ist, sich gegen den äußeren Druck zu füllen. Die geatmete Luft wird durch den Atemregler genau mit dem Umgebungsdruck zugeführt, weshalb auch die Lunge einen Innendruck hat, der dem Umgebungsdruck entspricht und trotzdem ihr Volumen beibehält.
Beim Auftauchen fällt der Umgebungsdruck und die Luft dehnt sich wieder aus. Dieses Verhalten ist auf das Boyle-Mariottesche Gesetz zurückzuführen, das besagt, dass Druck und Volumen eines Gases in einem geschlossenen System umgekehrt proportional sind.
Im Normalfall entweicht das überschüssige Gas selbständig über die Atemluft. Aus diesem Grunde sollte ein Gerätetaucher niemals die Luft anhalten, sondern ununterbrochen atmen, so dass überschüssiges Gas insbesondere aus der Lunge entweichen kann. Das Mittelohr ist über die Eustachi-Röhre mit dem Rachenraum verbunden, weshalb die Luft auch aus dem Ohr austreten kann. 
Bei einer Umkehrblockierung ist einer der Wege, durch die die Luft zum Rachenraum gelangt, zumindest teilweise blockiert oder ganz verschlossen. Die Luft kann nicht entweichen, wodurch ein Überdruck in dem betroffenen Hohlraum verursacht wird. Es kommt zu Krafteinwirkungen auf das umgebende Gewebe, die zu Schmerzen und Verformungen führen.
- Die häufigsten Umkehrblockierungen treten im Mittelohr auf. Sie sind meist mit Entzündungen oder Erkältungen, die zur Schwellung der Schleimhäute und Schleimansammlungen führen, zu erklären. Der Schleim verstopft die Verbindung zum Rachenraum. Folge einer Umkehrblockierung im Mittelohr ist eine schmerzhafte Ausstülpung des Trommelfelles, die im Extremfall zu Überdehnungen oder gar zum Riss führen kann.
- In kariösen Zähnen oder auch unter undichten Zahnfüllungen können sich Hohlräume bilden. Auch hier kann es passieren, dass der Druck im Zahn nicht schnell genug abgebaut wird. Eine mögliche Ursache ist der geringe Durchmesser des Loches. Es kann zu Krafteinwirkungen auf das Zahnbein oder direkt auf den Nerv kommen, die teilweise sehr schmerzhaft sind.
- Auch im Verdauungstrakt können sich Überdrücke bilden. Sie sind auf die Bildung von Verdauungsgasen oder geschluckte Atemluft zurückzuführen.
- Eine extrem gefährliche Form der Umkehrblockierung tritt infolge eines Stimmritzenkrampfes auf. Wassertröpfchen führen zur Verkrampfung des Kehlkopfes und verhindern die Atmung. Dieser Zustand führt bei weiterem Aufstieg zu schweren Verletzungen wie Überdehnung oder gar Riss der Lunge. Des Weiteren führt die Blockierung zum Ersticken. Bei einem Stimmritzenkrampf besteht extreme Lebensgefahr. Die Rettungsmaßnahmen unterscheiden sich komplett vom Verhalten bei anderen Umkehrblockierungen.

## Gegenmaßnahmen
Bei einer akuten Umkehrblockierung ist die einzige Möglichkeit, den Außendruck wieder zu erhöhen. Der Auftauchvorgang muss abgebrochen werden. Der Taucher sollte auf eine Tiefe absinken, in der die Symptome nachlassen, danach sehr langsam mit Pausen auftauchen und anschließend keine größeren Tiefen mehr suchen oder gegebenenfalls den Tauchgang abbrechen. Meist verschwinden die Symptome nach wenigen Minuten. Dies gilt nicht für einen Stimmritzenkrampf.
Treten die Symptome in einem startenden Flugzeug auf, kann ein umgekehrter Valsalva-Versuch helfen, indem man Nase und Mund verschließt und die Luft vorsichtig ansaugt.
Sollten sich die Symptome wiederholen, ist die Konsultation eines mit der Tauchmedizin vertrauten Arztes dringend zu empfehlen. Es besteht die Möglichkeit, dass es chronische organische Ursachen gibt. Diese müssen behandelt werden. Im seltenen Extremfall können die verursachenden Erkrankungen auch zu einer Tauchuntauglichkeit führen.
Umkehrblockierungen der Zähne sind ein eindeutiger Beleg für undichte Zähne. Der schnellstmögliche Besuch eines Zahnarztes ist unumgänglich.
Es ist vorgekommen, dass in Caissons bei plötzlichem Druckabfall („Abbläser“) verunfallten Arbeitern die Trommelfelle durchstoßen werden mussten, um sie schnell genug aus dem Gefahrenbereich in eine Dekompressionskammer bringen zu können. Diese Methode ist nur bei akuter Lebensgefahr und als allerletztes Mittel sinnvoll, da die Gefahr irreparabler Schädigungen am Ohr besteht.

### Verhalten bei einem Stimmritzenkrampf
Der Stimmritzenkrampf ist ein natürlicher Schutzreflex, der verhindern soll, dass Flüssigkeit oder Fremdkörper in die Lunge gelangen. Die unteren Atemwege werden komplett verschlossen. Es handelt sich um einen unkontrollierbaren Reflex, der bei der betroffenen Person zu Todesangst und dem unkontrollierten Wunsch zum schnellstmöglichen Aufstieg führt, was zum einen die Blockierung nicht lösen würde und zum zweiten zu tödlichen Verletzungen der Lunge führen kann.
Die Situation eines Stimmritzenkrampfes ist lebensgefährlich.
Die einzige Möglichkeit der Rettung besteht darin, den Ertrinkenden mit Gewalt so lange auf dem aktuellen Tiefenniveau zu halten, bis er aufgrund des Sauerstoffmangels in Ohnmacht fällt. Bei Bewusstlosigkeit erschlafft die Muskulatur und auch der Krampf sollte sich lösen, so dass der Atemreflex wieder einsetzt. Anschließend muss langsam aufgetaucht werden.
Nach dem Auftauchen müssen umgehend Reanimationsmaßnahmen wie Herzdruckmassage und Mund-zu-Mund-Beatmung durchgeführt werden. Rettungskräfte sind schnellstmöglich über den Notruf anzufordern.

## Vorbeugung und Vorsorge
- Eine Ursache für einen Stimmritzenkrampf kann ein wasserziehender Atemregler sein. Eine regelmäßige Revision der sicherheitsrelevanten Technik ist Vorschrift und dringend angeraten.
- Bei der Tauchplanung ist der vorgeschriebene Reservedruck der Flasche einzuplanen und beim Tauchgang nur in Notfällen anzureißen. Umkehrblockierungen verzögern den Aufstieg und erfordern demzufolge nicht einplanbare zusätzliche Luft.
- Beim Abtauchen darf der Druckausgleich nicht erzwungen werden. Gibt es schon Probleme beim Abtauchen, sind Umkehrblockierungen nicht unwahrscheinlich.

## Erläuterungen
1. ↑  Auch beim Apnoe-Taucher entspricht der Innendruck der Lunge dem Außendruck. Das Volumen sinkt aber. Die Lunge wird komprimiert. Beim Auftauchen muss die Luft nicht entweichen. Die Luftmenge entspricht genau dem Lungenvolumen bei Normaldruck. Dies gilt nicht für das Mittelohr, da dieses nicht komprimiert wird.